# Ljubljana, Zagreb, Beograd
Ljubljana, Zagreb, Beograd - album nagrany przez grupę Laibach w 1982 roku.

## Lista utworów
1. "Intro" - 0:32
2. "Unsere Geschichte" - 1:08
3. "Rdeci molk (Red Silence)" - 1:46
4. "Siemens" - 6:14
5. "Smrt za smrt (Death For Death)" - 3:26
6. "Drzava (The State)" - 6:13
7. "Zavedali so se - Poparjen je odsel I 
(They Have Been Aware - Scalded He Left I)" - 1:52
8. "Delo in disciplina (Work And Discipline)" - 3:51
9. "Tito - Tito" - 2:12
10. "Ostati zvesti nasi preteklosti - Poparjen je odsel II 
(To Stay Faithful To Our Past - Scalded He Left II)" - 3:25
11. "Tovarna C19 (Factory C19)" - 2:06
12. "STT (Machine Factory Trbovlje)" - 0:31
13. "Sveti Urh (Saint Urch)" - 2:01
14. "Drzava (The State) - studio version" - 4:52
15. "Cari Amici Soldati 
Jaruzelsky 
Drzava (The State) 
Svoboda (Freedom)" - 29:29